# Günter Scheib

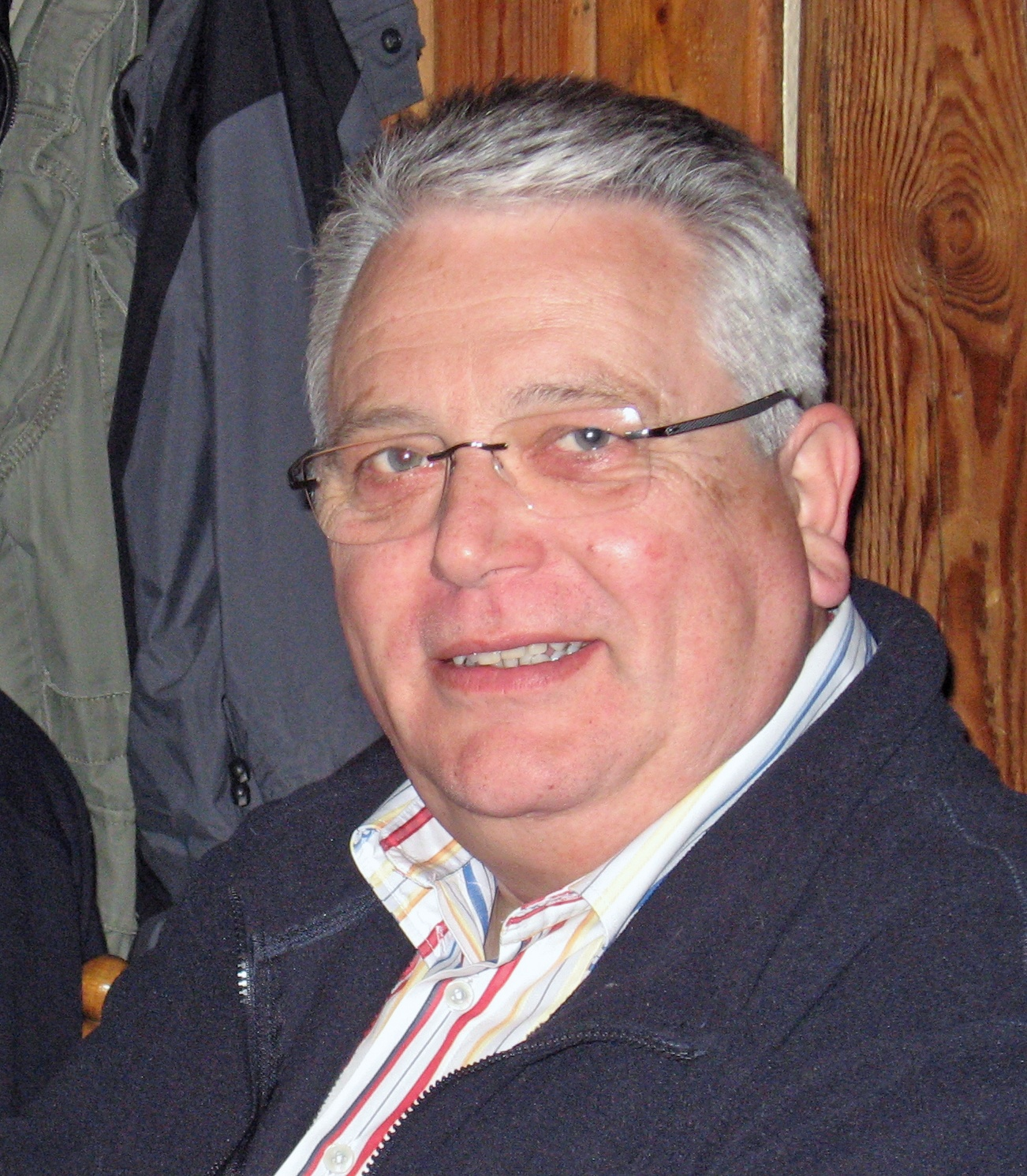
Günter Scheib 2011

Günter Scheib (* 27. Januar 1947 in Haan) ist ein deutscher Politiker (SPD). Er war Bürgermeister der Stadt Hilden von 1994 bis 2009.

## Leben
Günter Scheib studierte nach dem Abitur an der Universität Köln Anglistik, Geschichte, Philosophie und Pädagogik. Seine Referendarzeit absolvierte er am Dietrich-Bonhoeffer-Gymnasium in Hilden. Später war er Oberstudienrat am Haaner Gymnasium. 
Im Jahr 1972 schloss er sich über eine Erstwählerinitiative der SPD an und wurde darauf Ortsvereinsvorsitzender.
Im Oktober 1978 wurde er als Kandidat der SPD erstmals in den Hildener Stadtrat gewählt. In dieser Funktion wurde er Vorsitzender des Beschwerdeausschusses des Rates.

## Bürgermeisteramt
Im Jahr 1989 wurde Scheib zum Stellvertreter der damaligen Hildener Bürgermeisterin Ellen Wiederhold gewählt. Nach deren Rücktritt wurde er im November 1994 zum letzten ehrenamtlichen Bürgermeister der Stadt gewählt. Nach seiner Wahl legte er das Amt des SPD-Ortsvereinsvorsitzenden nieder. Scheib meinte dazu: „Ich will vertrauensvoller Ansprechpartner für alle Bürger sein und nicht mit SPD-Politik antworten.“
Er wurde 1999 und 2004 wiedergewählt, diesmal als erster hauptamtlicher Bürgermeister in Hilden.
In seiner Amtszeit wurden zahlreiche Projekte im sozialen und kulturellen Bereich verwirklicht wie humanitäre Hilfe für ehemalige Zwangsarbeiter und Förderung der Erforschung des Themas „Zwangsarbeit in Hilden“. Es folgten die Einweihung der Emir-Sultan-Moschee, die Gründung einer „Sport- und Kulturstiftung“, die Einweihung des neuen Jugendzentrums „Area 51“ sowie der Umbau des früheren Gebäudes des Helmholtz-Gymnasiums zum Kultur- und Weiterbildungszentrum Altes Helmholtz mit Musikschule, der Volkshochschule, dem Stadtarchivs, einem Vereins der Musiker und Sänger, der Freizeitgemeinschaft Behinderte und Nichtbehinderte sowie der Jugendkunstschule KuKuK.
Am 24. September 2008 unterzeichneten Bürgermeister Scheib und Markus F. Schmidt, Vorstandsvorsitzender der Stadtwerke Düsseldorf AG, den Vertrag zur Übernahme von 49,9 % der Stadtwerke Hilden GmbH durch die Stadtwerke Düsseldorf.
Im gleichen Monat kündigte Scheib an, dass er nicht erneut für das Bürgermeisteramt der Stadt Hilden kandidieren werde. Im Jahr 2009 nahm er Abschied von allen politischen Ämtern.
Bei seinem Abschied erhielt Scheib als höchste städtische Auszeichnung den Ehrenring der Stadt Hilden in Gold. Scheib nahm die Auszeichnung an, bestand aber darauf, dass das Geld für den Ring auf das Konto für soziale Zwecke gutgeschrieben werde, damit es notleidenden Bürgern Hildens oder der Partnerstädte zugutekomme.

## Aktivitäten
Scheib ist Vorsitzender des Ortsvereins Hilden der Arbeiterwohlfahrt.